# Volkssternwarte Würzburg

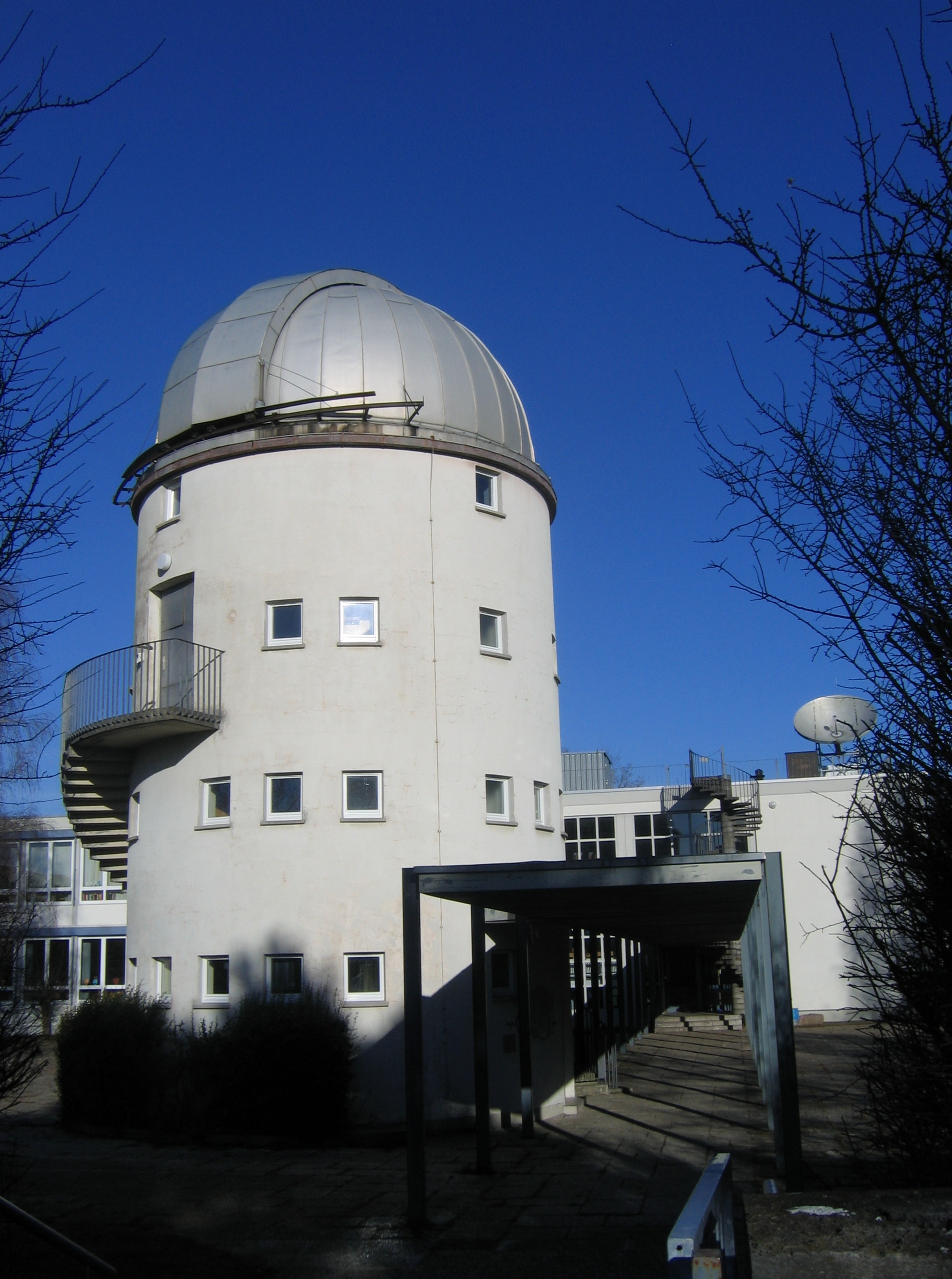
Volkssternwarte Würzburg

Die Volkssternwarte Würzburg ist eine von einer amateurastronomischen Vereinigung betreute Sternwarte auf dem Gelände der Johannes-Kepler-Schule im Würzburger Stadtteil Keesburg.

## Geschichte
Die Pläne für den Bau der Sternwarte gehen auf das Jahr 1960 und den Einsatz des Universitätsbunds zurück. Erste Beobachtungen machte der Arbeitskreis Sternwarte 1961 auf der Balthasar-Neumann-Kanzel in der Wolfhartsgasse 11. Ab 1962 wurde, nachdem das Ministerium das Angebot der durch Oberbürgermeister Helmuth Zimmerer vertretenden Stadt Würzburg angenommen hatte, im Zusammenhang mit der neuen Schule auf der Keesburg eine Sternwarte für die Universität zu errichten, der zehn Meter hohe Turm mit Kuppel im Pausenhof der Johannes-Kepler-Schule errichtet und nach seiner Fertigstellung im Jahr 1965 und der am 5. Mai 1966 erfolgten Übergabe des Sternwartengebäudes an den Rektor der Universität zunächst von der Universität Würzburg betrieben. Am 10. Juni 1985 wurde der Verein Volkssternwarte Würzburg gegründet, dessen Ziel Verbreitung und Pflege astronomischen Wissens in der Bevölkerung ist. 1987 mietete der Verein die Dachterrasse der Schule an und stattete sie als 140 m² große Beobachtungsplattform aus. Nachdem man ab 1992 bereits die Führungen durch die Sternwarte durchführte, übernahm der Verein nach dem Rückzug der Universität im Jahr 2000 den Betrieb der Sternwarte vollständig. Regelmäßig werden durch den Verein astronomische Vorträge und öffentliche Himmelsbeobachtungen angeboten.
Im Jahr 2005 wurden der Innenbereich und die Technik der Sternwarte mit den Mitteln des Vereins renoviert. Nach einem Wasserrohrbruch im Jahr 2009 musste das Gebäude unter anderem mit von der Stadt Würzburg bereitgestellten Mitteln saniert werden.

## Instrumente
In der Beobachtungskuppel befinden sich auf einer gemeinsamen Montierung ein Schmidt-Cassegrain-Teleskop mit 35,6 cm Öffnung und 3,92 m Brennweite sowie ein Refraktor der Firma Carl Zeiss mit 13 cm Öffnung und 1,92 m Brennweite. Auf der Beobachtungsplattform werden bei Bedarf diverse transportable Teleskope aufgebaut. Auf dem Gelände befindet sich ein Radioteleskop mit drei Meter Durchmesser, das derzeit (August 2008) jedoch nicht betriebsbereit ist.